# إيرنيستو سيجورا
إيرنيستو سيجورا (بالإسبانية: Ernesto Segura)‏ هو قسيس أرجنتيني، ولد في 24 أكتوبر 1914 في مار دل بلاتا في الأرجنتين، وتوفي في 13 مارس 1972.